# 趙滋蕃
趙滋蕃（1924年—1986年），原名資藩，筆名文壽，生於德國漢堡，祖籍湖南益陽，中華民國作家、編輯。

## 生平
生於德國，中日戰爭初期回到中國，入益陽縣小學、中學。1939年，於基督教信義會受洗。1943年，入讀湖南大學數理系數學組，隨後加入青年遠征軍。退伍後，回到湖南大學，就讀經濟系。
1950年，因國共內戰，移居香港。1953年，出版小說《半下流社會》。在香港期間，曾任亞洲出版社編輯、信義會聯合出版部編輯、亞洲出版社總編輯兼《亞洲畫報》主編。
1956年，獲頒第一屆青年獎章。
1964年，移居台灣，擔任《中央日報》主筆。曾在淡江大學任教，後轉往政工幹部學校（今政治大學）及中國文化大學。
1978年，以《子午線上》獲中國文藝協會小說獎章、第一屆中山文藝獎。
1979年，以《十大建設速寫》獲第五屆國家文藝獎。
1980年，至東海大學，擔任中國文學系教授及系主任、研究所所長，辭卸《中央日報》主筆。
1986年3月15日，因腦中風過世。

## 作品
《半下流社會》、《子午線上》、《趙滋藩自選集》。